# Temporada 1949-50 de los New York Knicks
La Temporada 1949-50 fue la cuarta de los New York Knicks en la liga, y la primera con la nueva denominación de NBA. La temporada regular acabó con 40 victorias y 28 derrotas, clasificándose para los playoffs, en los que fueron eliminados en las finales de división por los Syracuse Nationals.

## Elecciones en elDraft
| Ronda | Puesto | Jugador          | Posición | Nacionalidad   | Universidad        |
| ----- | ------ | ---------------- | -------- | -------------- | ------------------ |
| 1     | 7      | Dick McGuire     | G        | Estados Unidos | St. John's         |
| 2     | 20     | Harry Donovan    | G        | Estados Unidos | Muhlenberg College |
| 3     | 32     | Ernie Vandeweghe | F/G      | Estados Unidos | Colgate            |

## Temporada regular
| División Este           | División Este | División Este | División Este | División Este | División Este | División Este | División Este | División Este |
| Equipo                  | G             | P             | %             | PD            | Casa          | Fuera         | Neutral       | Div           |
| ----------------------- | ------------- | ------------- | ------------- | ------------- | ------------- | ------------- | ------------- | ------------- |
| x-Syracuse Nationals    | 51            | 13            | .797          | -             | 31-1          | 15-12         | 5-0           | 9-1           |
| x-New York Knicks       | 40            | 28            | .588          | 13            | 19-10         | 18-16         | 3-2           | 20-6          |
| x-Washington Capitols   | 32            | 36            | .471          | 21            | 21-13         | 10-20         | 1-3           | 13-13         |
| x-Philadelphia Warriors | 26            | 42            | .382          | 25            | 15-15         | 8–23          | 3-4           | 9-17          |
| Baltimore Bullets       | 25            | 43            | .368          | 26            | 16-15         | 8–25          | 1-3           | 8-18          |
| Boston Celtics          | 22            | 46            | .324          | 29            | 12-14         | 5–28          | 5-4           | 11-15         |

## Playoffs

### Semifinales de División
New York Knicks vs. Washington Capitols
| Fecha       | Partido                                     | Ciudad           |
| ----------- | ------------------------------------------- | ---------------- |
| 21 de marzo | Washington Capitols 87, New York Knicks 90  | Washington D. C. |
| 22 de marzo | New York Knicks 103, Washington Capitols 83 | Nueva York       |
|             | New York gana las series 2-0                |                  |

### Finales de División
New York Knicks vs. Syracuse Nationals
| Fecha       | Partido                                        | Ciudad     |
| ----------- | ---------------------------------------------- | ---------- |
| 26 de marzo | Syracuse Nationals 91, New York Knicks 83 (OT) | Syracuse   |
| 30 de marzo | New York Knicks 80, Syracuse Nationals 76      | Nueva York |
| 2 de abril  | Syracuse Nationals 91, New York Knicks 80 (OT) | Syracuse   |
|             | Syracuse gana las series 2-1                   |            |

## Estadísticas
| Rk | Jugador               | Edad | P  | PT | MP | TC  | TCI  | %TC  | 3P | 3PI | %3P | TL  | TLI | %TL  | RO | RD | RT | AS  | RB | TAP | BP | FP  | PTS  |
| 1  | Carl Braun            | 22   | 67 |    |    | 5.6 | 15.3 | .364 |    |     |     | 4.3 | 5.6 | .762 |    |    |    | 3.7 |    |     |    | 2.8 | 15.4 |
| 2  | Harry Gallatin        | 22   | 68 |    |    | 3.9 | 9.8  | .396 |    |     |     | 4.1 | 5.4 | .757 |    |    |    | 0.8 |    |     |    | 3.2 | 11.8 |
| 3  | Connie Simmons        | 24   | 60 |    |    | 4.0 | 12.2 | .331 |    |     |     | 3.3 | 5.0 | .662 |    |    |    | 1.7 |    |     |    | 3.4 | 11.3 |
| 4  | Vince Boryla          | 22   | 59 |    |    | 3.5 | 10.2 | .340 |    |     |     | 3.5 | 4.5 | .764 |    |    |    | 1.6 |    |     |    | 3.4 | 10.4 |
| 5  | Ernie Vandeweghe      | 21   | 42 |    |    | 3.9 | 9.3  | .421 |    |     |     | 2.2 | 3.3 | .664 |    |    |    | 1.9 |    |     |    | 3.0 | 10.0 |
| 6  | Dick McGuire          | 24   | 68 |    |    | 2.8 | 8.3  | .337 |    |     |     | 3.0 | 4.6 | .652 |    |    |    | 5.7 |    |     |    | 2.4 | 8.6  |
| 7  | Harry Donovan         | 23   | 45 |    |    | 2.0 | 6.1  | .327 |    |     |     | 1.6 | 2.4 | .689 |    |    |    | 0.8 |    |     |    | 2.4 | 5.6  |
| 8  | Tex Ritter            | 25   | 62 |    |    | 1.6 | 4.8  | .337 |    |     |     | 2.0 | 2.8 | .710 |    |    |    | 0.8 |    |     |    | 1.6 | 5.2  |
| 9  | Ray Lumpp             | 26   | 58 |    |    | 1.6 | 4.9  | .322 |    |     |     | 1.5 | 1.9 | .796 |    |    |    | 1.6 |    |     |    | 2.0 | 4.6  |
| 10 | Paul Noel             | 25   | 65 |    |    | 1.5 | 4.5  | .337 |    |     |     | 0.8 | 1.3 | .609 |    |    |    | 1.0 |    |     |    | 2.0 | 3.8  |
| 11 | Butch van Breda Kolff | 27   | 56 |    |    | 1.0 | 3.0  | .329 |    |     |     | 1.7 | 2.4 | .716 |    |    |    | 1.4 |    |     |    | 2.0 | 3.7  |
| 12 | Ed Bartels            | 24   | 2  |    |    | 0.5 | 2.0  | .250 |    |     |     | 1.0 | 1.5 | .667 |    |    |    | 0.0 |    |     |    | 1.0 | 2.0  |
| 13 | Gene James            | 24   | 29 |    |    | 0.7 | 2.2  | .297 |    |     |     | 0.5 | 1.1 | .452 |    |    |    | 0.7 |    |     |    | 1.8 | 1.8  |